# Thomas Petri

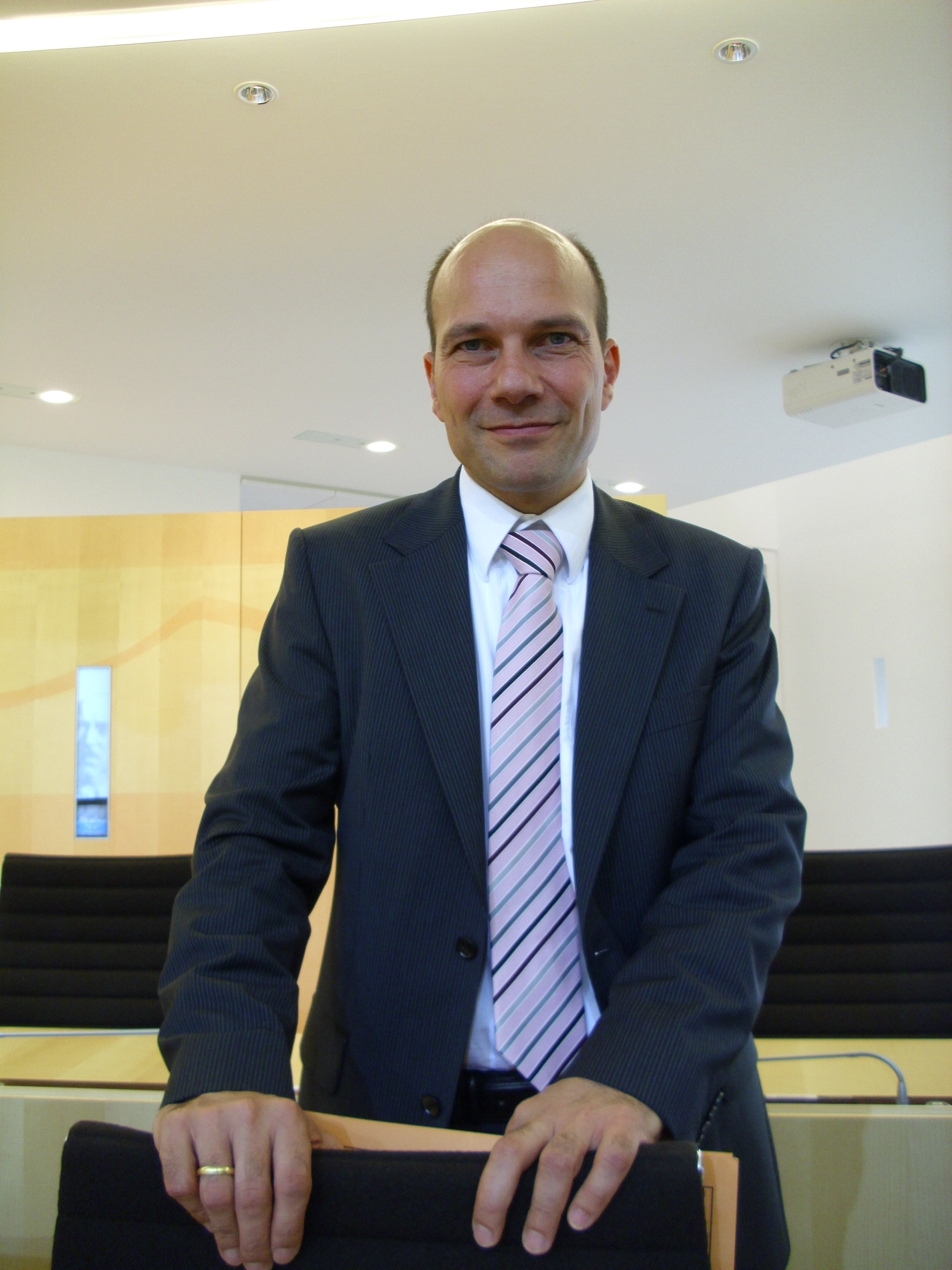
Thomas Petri beim 17. Wiesbadener Forum Datenschutz, Oktober 2009

Thomas Bernhard Petri (* 1967) ist ein deutscher Jurist. Er ist seit dem 1. Juli 2009 der Landesbeauftragte für den Datenschutz des Freistaates Bayern.

## Leben
Petri studierte Rechtswissenschaften und war von 1996 bis 2000 zunächst Rechtsanwalt in einer Wirtschaftskanzlei. Anschließend war er wissenschaftlicher Mitarbeiter mit Forschungsschwerpunkten im Verfassungsrecht, im Polizeirecht und in der Rechtsphilosophie an der Johann Wolfgang Goethe-Universität Frankfurt.
Nach seiner Promotion wechselte er im Sommer 2000 zum Unabhängigen Landeszentrum für Datenschutz Schleswig-Holstein, wo er als Referatsleiter für die Aufsicht der Privatwirtschaft zuständig war. Es folgte nach vier Jahren eine Abordnung als wissenschaftlicher Mitarbeiter an den Ersten Senat des Bundesverfassungsgerichtes. Zum 1. Juli 2006 wurde er stellvertretender Berliner Beauftragter für Datenschutz und Informationsfreiheit sowie Leiter des Rechtsbereich.
Am 1. Juli 2009 wurde er der Bayerische Landesbeauftragte für den Datenschutz. Zudem ist er seit dem 30. März 2016 Honorarprofessor an der Hochschule für angewandte Wissenschaften München.

## Publikationen (Auszug)
- Thomas Petri: Auskunftsverlangen nach § 161 StPO gegenüber Privaten – eine verdeckte Rasterfahndung? In: Strafverteidiger (StV) 5/2007, S. 266–269.
- Johann Bizer, Albert von Mutius, Thomas Petri, Thilo Weichert (Hrsg.): Innovativer Datenschutz 1992 – 2004, Wünsche, Wege, Wirklichkeit, für Helmut Bäumler, Kiel 2004, ISBN 3-9809783-0-3 (Freundesgabe Helmut Bäumler (Memento vom 5. Dezember 2004 im Internet Archive)).
- Thomas Petri: Das Urteil des Bundesverfassungsgerichts zur „Online-Durchsuchung“, DuD 2008, S. 443–448.
- Thomas Petri: H. Informationsverarbeitung im Polizei- und Strafverfahrensrecht, in: Lisken/Denninger (Hrsg.), Handbuch des Polizeirechts, 4. Auflage 2007, C.H. Beck, ISBN 978-3-406-55432-2.
- Thomas Petri: Der Gefahrerforschungseingriff, DÖV 1996, S. 443 ff.
- Thomas Petri: Europol. Grenzüberschreitende polizeiliche Tätigkeit in Europa, Baden-Baden, 2001.
- Thomas Petri: Im Schatten des Leviathan. Zum Verhältnis von Sicherheit und Freiheit anhand von Beispielen aus der TK-Überwachung, RDV 2003, S. 16 ff.